# АГМК (футбольний клуб)
Футбольний клуб «АГМК» (узб. OKMK Olmaliq Futbol Klubi / ОКМК Олмалиқ Футбол Клуби) — професіональний узбецький футбольний клуб з міста Алмалик. В даний час виступає у Суперлзі чемпіонату Узбекистану. Бронзовий призер чемпіонату Узбекистану 2020 та 2021 років. Генеральний спонсор команди — АТ «Алмаликський гірничо-металургійний комбінат».

## Назви
| 2004—2008 | «АГМК»    |
| 2009—2017 | «Алмалик» |
| 2017—т.ч. | «АГМК»    |

## Історія
Футбольний клуб «АГМК» був заснований в 2004 році «Алмаликським гірничо-металургійним комбінатом» як наступник розформованого футбольного клубу «Металург» (Алмалик), який брав участь в другій лізі Чемпіонату СРСР в 1966—1988 роках.
У 2004 році, «АГМК» подав заявку на участь в першій лізі чемпіонату Узбекистану і незабаром заявка була прийнята. У дебютному сезоні, «АГМК» (Алмалик) посів шосте місце. У сезоні 2005 і 2006 клуб посів десяте місце. За підсумками сезону 2007 року, «АГМК» посів сьоме місце в першій лізі, але був допущений брати участь у Вищій лізі з огляду на те, що два клуби які повинні були брати участь у Вищій лізі відмовилися від участі через фінансові причини.
У дебютному сезоні у Вищій лізі клуб посів десяте місце з шістнадцяти команд і дійшов до півфіналу Кубку Узбекистану. У тому сезоні, найкращим бомбардиром клубу став литовець Артурас Фоменко забив шість голів. У 2009 році, клуб змінив свою назву на «Алмалик», а головним тренером клубу був призначений відомий узбецький футболіст і тренер-початківець Ігор Шквирін. У тому сезоні, «Алмалик» встановив свій найкращий показник за свою історію виступу у Вищій лізі — четверте місце.
У сезоні 2010 та 2011 років, «Алмалик» зайняв одинадцяте місце у Вищій лізі. У 2012 році клуб посів восьме місце, а в наступному сезоні — вже п'яте місце. У сезоні 2014 року, «Алмалик» посів шосте місце за підсумками чемпіонату.
З 2018 року клуб знову носить назву АГМК.

## Досягнення
- Чемпіонат Узбекистану
  -  Бронзовий призер (2): 2020, 2021
- Кубок Узбекистану
  -  Володар (1): 2018
  -  Фіналіст (3): 2019, 2020, 2023

## Стадіон
ФК «АГМК» грає свої домашні матчі на стадіоні «Металург». Стадіон було побудовано в 1960 році і він вміщує 11 000 глядачів. В 2011 році клуб почав будівництво нового сучасного 12 000-го стадіону «Алмалик», який розташовується неподалік від «Металурга». Спортивний комплекс складається з приміщень для занять волейболом, гандболом, баскетболом та курешом, а також з критих та відкритих тенісних кортів. Старий стадіон клубу залишається і буде реконструйований.
Царемонія відкриття стадіону відбулася 16 березня 2014 року першим офіційний матчем Чемпіонату Узбекистану з футболу 2014 року, в цьому матчі ФК «Алмалик» переміг Металург (Бекабад) з рахунком 3:2.
27 травня 2014 року стадіон «Алмалик» прийняв перший міжнародний товариський матч між збірними Узбекистану та Оману, який завершився з рахунком 0:1.

## Статистика виступів
| Рік  | Чемпіонат  | Место | Кубок Узбекистану | Бомбардир (в лізі)           |
| 2004 | Перша ліга | 6     | 1/64 фіналу       |                              |
| 2005 | Перша ліга | 10    | 1/64 фіналу       |                              |
| 2006 | Перша ліга | 10    | 1/64 фіналу       |                              |
| 2007 | Перша ліга | 14    | 1/32 фіналу       |                              |
| 2008 | Вища ліга  | 10    | 1/2 фіналу        | Артурас Фоменко — 6          |
| 2009 | Вища ліга  | 4     | 1/16 фіналу       |                              |
| 2010 | Вища ліга  | 11    | 1/16 фіналу       | Насир Отакузиєв — 13         |
| 2011 | Вища ліга  | 11    | 1/32 фіналу       | Муйдин Мамазулунов — 16      |
| 2012 | Вища ліга  | 8     | 1/16 фіналу       | Зафар Полвонов — 7           |
| 2013 | Вища ліга  | 5     | 1/16 фіналу       | Зафар Полвонов — 14          |
| 2014 | Вища ліга  | 6     | 1/4 фіналу        | Дієр Турупов Шакер Зуагі — 4 |
| 2015 | Вища ліга  | 6     | 1/32 фіналу       | Неманья Йованович – 9        |

## Відомі гравці
- Олег Зотеєв
- Шавкат Мулладжанов
- Абумуслім Богатирьов
- Павло Харчик
- Мурат Хамраєв
- Максатмурат Шамурадов
- Назар Чолієв
- Арсланмурад Аманов
- Артурас Фоменко
- Олександр Диндиков
- Іван Кучеренко
- Ігор Петкович
- Александр Алемпієвич
- Дарко Станоєвич
- Шакер Зуагі